# (5107) Laurenbacall
(5107) Laurenbacall est un astéroïde de la ceinture principale.

## Description
(5107) Laurenbacall est un astéroïde de la ceinture principale. Il fut découvert le 24 février 1987 à La Silla par Henri Debehogne. Il présente une orbite caractérisée par un demi-grand axe de 3,13 UA, une excentricité de 0,08 et une inclinaison de 9,1° par rapport à l'écliptique.
Il fut nommé d'après l'actrice américaine Lauren Bacall.

## Compléments